# Avenc Montserrat Ubach
L'avenc Montserrat Ubach és una cavitat subterrània natural de predomini vertical ("avenc"), de 202 metres de profunditat excavada en conglomerats que es troba a l'Entitat Municipal Descentralitzada de Canalda (Odèn, Solsonès). Coneguda per la família de Cavallera baixa, des de temps immemorials. Explorada el 1963, va ser fins al 1978 rècord de profunditat de Catalunya i fins al 1982 la més fonda del món en conglomerats.
És un bé patrimonial natural en procés de rebre les figures legals de protecció que garanteixin la seva exploració i estudi per part dels espeleòlegs i científics i el reconeixent que mereix com punt d'interès geoturistic i patrimoni històric i cultural. Per la seva importància didàctica està catalogada com “Cavitat Escola” per la Federació Catalana d'Espeleologia.

## Localització
Prop de les masies de Cavallera Baixa, Comarca del Solsonès. Província de Lleida. Terme municipal: Odèn. Entitat Municipal Descentralitzada de Canalda. Partint del nus viari de Coll de Jou cap a l'oest en direcció a Cambrils per la carretera L-401, després de deixar a l'esquerra la desviació que baixa al poblet de Canalda, als 7 km del coll en el Km 34,1 s'ha de prendre una pista en molt bon estat que baixa a l'esquerra en direcció als masos de Cavallera Baixa i Cavallera Alta. Aquest últim és molt visible per les grans xarxes de cria de rapinyaires per l'exportació de l'empresa Roc Falcon.
Abans d'arribar a les cases es troba a la dreta una bassa d'aigua. Del seu costat sud parteix una pista en mal estat i prohibida al trànsit que baixa en direcció al Clot d'Esplugapalla. Es tracta del Camí Ral de Baix, una branca de l'antic camí ral d'Oliana (Alt Urgell) a la Vall de Lord que, en arribar a Cavallera es bifurca i un dels trams (Camí Ral de Baix) va directament a Canalda. Donat que un camí ral és públic, tothom hi pot accedir Després d'una curta caminada per aquest camí, trobem un corriol evident a la dreta que ens deixa en una petita esplanada. Aquí, a l'esquerra, surt una canal estreta que baixa amb forta inclinació uns 30 metres de desnivell i porta a la boca de l'avenc (El qual es de propietat privada).

## Geologia: l'avenc i el seu entorn
La cavitat coneguda com bòfia de Torremàs s'obre a la en un escenari formidable de conglomerats de l'oligocè de la formació Berga que formen un relleu montserratí, amb barrancs espectaculars com el Clot de Vilamala, d'aparença inaccessible però que es pot recórrer fàcilment per antics corriols de carboners, així com altres engorjats o “rases” amb magnífics descensos aquàtics i estrets afluents esportius.
Lluny, es distingeix la silueta peculiar de l'altiplà que forma el sinclinal de la Serra de Busa, que conté un parell d'avencs formats per processos gravitacionals en esquerdes de descompressió dels conglomerats, explorats en fases posteriors de l'Operació Solsonès i que passen dels 100 metres de profunditat (Avencs 1 i 2 del Capolatell).
Aquesta important area conglomeràtica contrasta amb les cingleres verticals calcàries que la limiten al nord i que pugen ver les plataformes superiors del Port del Comte que, amb els seus 2.382 metres en el seu punt més enlairat i els seus prats i boscos exuberants de pi negre, constitueixen un paratge d'alta muntanya i contenen alguns dels paisatges més esplèndids del Pre-pirineu català.

## Exploració de l'avenc

### Primera exploració
Aquesta cova era coneguda com a bòfia de Torremàs, per la família de Cavallera Baixa, que durant la guerra civil espanyola havien amagat objectes en la saleta superior que comunica amb les dues boques que té la cavitat.
A començaments de 1962, una jova espeleòloga manresana, Montserrat Ubach Tarrés, acaba de concloure un curset d'espeleologia a la seva ciutat natal i inicia la recerca de cavitats inèdites, primer al Berguedà i a continuació en al Solsonès, en aquells temps una comarca espeleològicament verge. Per la seva curta edat l'acompanyen els seus pares, Josep Ubach i Carme Tarrés que, esperonats per l'entusiasme de la Montserrat, descobreixen al mateix temps que ella l'apassionant mon de l'espeleologia. Moltes excursions les fa només amb la seva mare i al llarg d'aquests viatges amplien els seus contactes amb els pastors i la gent de les masies, que les reben amb curiositat i simpatia i que comencen a conèixer-les com “les dones que busquen forats”. Durant més d'un any dediquen el seu temps lliure a recórrer el territori.

### L'Operació Solsonès
Montserrat Ubach contactà amb el seu mentor, Josep Subils Valls a qui demanà reforços per explorar l'avenc i ell, amb visió de futur i decidit impulsor de les relacions entre clubs espeleològics, l'hi proposa compartir amb altres grups el que, tots dos pressentiren, podia ser quelcom excepcional. I així es produeix un dels grans moments de la història de l'exploració subterrània a Catalunya: la invitació a membres de les entitats més representatives del país per lligar esforços, sumar materials i formar el que hauria d'ésser un dels primers "interclub" de l'espeleologia catalana. D'aquesta manera, participaran en les exploracions espeleòlegs de les joves promocions pertanyents a nou entitats diferents: EDES del Centre Excursionista Comarca del Bages (Manresa), EDECA del Centre Aragonès de Barcelona, ERE del Centre Excursionista de Catalunya, GIE del Club Excursionista de Gràcia, GIS de Pau i Justícia, RES del Club Excursionista Pirenaic, SIRE de la Unió Excursionista de Catalunya, SAS del Centre Gimnàstic Barcelonès i SES del Club d'Esqui Puigmal.
Amb l'organització de l'exploració es consolida la nomenada “Operació Solsonès”, iniciada l'abril de l'any anterior per Montserrat Ubach i els seus pares. I es dona impuls a un seguit de campanyes que faran els diferents clubs al llarg d'uns quants anys per al coneixement espeleològic de la comarca.
El primer cap de setmana de juny del 1963, Ubach i sis barcelonins (Subils, Fèlix Alabart Vila, Antoni Arnal Sentchordi, Carles Rostand, Emili Sabaté Sierra i Joan Senent Josa) baixen fins a -80, fent-se palès que la cavitat continua. Al capdavall, el 30 del mateix més, en una jornada de 33 hores que inclou una àrdua desobstrucció als 118 metres de profunditat, vuit espeleòlegs, entre els que novament es troba la descobridora en l'equip de punta i els mateixos dels dies 2 i 3, als que s'afegeix Oleguer Escolà Boada, assoleixen el fons de l'avenc. Amb una topografia de 210 metres supera per poc al clàssic avenc de l'Esquerrà, al massís del Garraf (Barcelona) i es converteix en la màxima profunditat de Catalunya i rècord del món en conglomerats. Un cop a l'exterior, els participants decideixen batejar aquesta cavitat amb el de la seva primera exploradora, com "Avenc Montserrat Ubach".

### Exploracions posteriors
Encara es fan alguns descensos complementaris per a aconseguir enllestir la topografia i finalitzar l'exploració i la fotografia de tots els racons de l'avenc. Del 22 al 24 de setembre (Arnal, Escolà, Senent, Subils, Ubach, Esteve Petit Llongueres, Joan Pintó Ferrando i Benet Poderós Cavero), 12-13 d'octubre (Alabart, Arnal, Escolà, Pintó, Senent, Subils, Ubach, Edmon Armisen Lladó, V. Llurba i Francesc Porta Casanella). El 1964: 27 a 30 de març (Arnal, Pintó, Rostand, Subils, Ubach i Xavier Molas) i 11-12 d'octubre (Escolà, Pintó, Rostand, Senent, Subils, Ubach, Bernat Cuevas i Manuel Soriano).Plantilla:Cc
Entre el 30 d'octubre i l'1 de novembre de 1965 aquest col·lectiu d'espeleòlegs exploren totalment una branca lateral que ja havien reconegut en part l'octubre del 1963. Està formada per un pou finalitzat en rampa esglaonada, de prop de 70 metres de desnivell total, que baixa des d'una finestra en un replà a la cota – 129 fins al mateix punt final on arriba la via normal. La bategen “via Josep Subils”, en memòria d'aquest espeleòleg mort, juntament amb Ferran Godoy, a la cova de la Fou de Bor (Cerdanya), el 8 d'agost d'aquest mateix any, en el primer accident d'espeleobuseig a l'estat espanyol. Els dos formaven part de l'equip d'exploradors de l'avenc Montserrat Ubach. L'Operació Solsonès prosseguirà encara alguns anys més, explorant altres interessants cavitats subterrànies, però cap tan important com aquesta.
Vint anys després, l'Espeleo Club de Gràcia descobreix una nova via lateral, mitjançant l'equipament en artificial d'un passamà aeri que flanqueja la capçalera del primer pou i dona accés a una curta xarxa vertical amb un pou de 34,5 metres i un seguit de ressalts que arriben a un punt cec a –83 metres. Exploració, desobstruccions i topografia fetes per Llorenç Canet Valls, Jaume Ferreres Gabarda, Maria Jesusa González, Maria del Carme Merino, Rafael Muñoz i Jordi de Valles Tena, en tres atacs (16 i 23 de febrer i 24 de març del 1985).

## Descripció
L'avenc Montserrat Ubach sempre ha estat considerat una cavitat maca i atractiva, per les seves concrecions, les formes suaus i arrodonides típiques dels avencs en conglomerats, les parets humides cobertes de colades. Té una fondària interessant i per assolir el fons de la via normal només hi ha set verticals, curtes, relaxades i amb capçaleres còmodes.
Petits trams horitzontals entre cada pou, estructurats sobre els estrats de margues intercalats en els paquets de conglomerat, permeten gaudir de passejades sense estretors, ni meandres desfonats, ni angoixes. Només hi ha una curta gatera a la cota – 118 –la que va haver de ser desobstruïda durant la primera exploració- però ja fa dècades que el pas dels espeleòlegs l'ha eixamplat amb generositat.
A vegades, per les parets d'alguns dels pous regalima l'aigua de la pluja i això no fa sinó que augmentar el seu al·licient. Des de la seva descoberta el 1963 aquest avenc és molt freqüentat i s'ha convertit en tot un clàssic de l'espeleologia catalana.

### Via "normal" i via "Rostand - Subils" boca - fons
Normalment els espeleòlegs accedeixen a l'avenc per la seva boca inferior, des d'on es pot ascendir a una saleta lateral ("El Piset") que dona a la boca superior, penjada al mig de la paret del cingle i de difícil accés des de l'exterior. Segueix una rampa que desemboca a la capçalera del primer pou, una vertical de 27,5 metres amb secció circular. En la seva base, una curta galeria porta a la segona vertical (“pou dels replans") de 27,7 metres, esglaonada en tres trams, tot i que s'ha fet una instal·lació que permet baixar-la de manera directa. El tercer pou, s'anomena “Pou de la xineta” de 22 metres. El nom fa referència, de manera sarcàstica, a un gran bloc que va caure durant la primera exploració, causant un gran terrabastall i moments de temor entre els exploradors. Segueix el 4t pou de 13 metres.
En aquest punt, a la cota –118, semblava que s'acabava la cavitat, però una desobstrucció feta per Rostand i Subils en la primera exploració permeté creuar una gatera de cinc metres que dona accés a un petit ressalt de 3 metres, al que segueix una galeria que arriba a una sala plena de blocs on trobem dos accessos al 5è pou, de 22 metres. A la seva base s'obre el 6è ("Pou de les Perles"), de 23 metres, que rep aquest nom per ser un dels punts de la cavitat on es va descobrir la més gran acumulació de pisòlits o perles de les cavernes. I, finalment, el 7è pou, amb una vertical de 25 metres que és realment una mitja rampa i successió de ressalts amb més recorregut que desnivell i que porta a la sala final. En el seu fons, fang i un pouet d'un parell de metres per on es perd l'aigua. Es tracta de la cota màxima de l'avenc, a -202 metres des de la boca més alta de la cavitat.
A partir de la gatera, a -118 metres, el tram de pous fins al fons rep el nom de “Via Rostand-Subils”, en reconeixement dels dos esforçats desobstructors.

### Via lateral Josep Subils
Després de la gatera que dona inici a la via Rostand-Subils, els espeleòlegs recorren uns pocs metres entre blocs per anar a la capçalera del 5è pou, on se segueix el descens a través dels tres pous ja descrits. En fer-ho, acostumen a passar de llarg un replà, a la cota -129. Des d'aquest replà, i a través d'un laminador, s'accedeix a un balcó que dona a un pou de 70 metres que, de manera esglaonada i en pendent en la seva part final, dona directament a la cota -202, en la mateixa curta galeria on s'arriba per la via normal.
A aquest pou també s'hi pot accedir des de la meitat, aproximadament, del seu traçat vertical, per una alta i visible finestra que es troba a la paret esquerra de la planta del 6è pou, dalt de la rampa que forma la seva base. Aquest pou sencer no ha aparegut mai a cap de les topografies existents. En elles només es representen els seus últims 30 ó 40 metres, des de la finestra de la base del 6è pou fins al fons del 7è, culminats per una xemeneia ascendent que en els dibuixos queda tancada i no acaba de contactar amb el seu inici a -129 metres. Tan sols s'intueix la seva existència en el "Esquema sintètic" publicat a la revista Espeleòleg núm. 6 el 1968.
A la primavera del 2014, seguint les indicacions de Montserrat Ubach, que va baixar aquesta via per primera vegada el 1964, els espeleòlegs de la SIS de Terrassa han procedit a fer la topografia d'aquesta via lateral. En aquests moments està pendent de publicar.

### Via Espeleo Club de Gràcia
Al final de la rampa d'entrada, just a la capçalera de la primera vertical i a la cota -18,5 des del punt +/- zero, existeix, a l'esquerra, una línia d'ancoratges artificials instal·lats pels membres de l'Espeleo Club de Gràcia el 1985 que circumda el pou i on cal col·locar un passamà de corda d'uns nou metres de recorregut, ja que la progressió es fa totalment en aeri, sense replans pels peus.
A l'altra banda, i després d'una curta gatera s'arriba a una saleta molt concrecionada d'on surt un pou de 34,5 metres. A mig descens hi ha un seguit de pouets laterals que moren a -42 metres. A la base del pou, una successió de ressalts fangosos i passos estrets, on van haver de fer-se diverses desobstruccions, baixen cap a dos punts finals a -80 i -83 metres de profunditat.

## Espeleogènesi
No s'ha fet encara un estudi profund sobre la gènesi d'aquesta cavitat, però seguint al geòleg i espeleòleg Ferran Cardona trobem els següents grans trets: Clars indicis d'haver funcionat com a engolidor.
Els estrats de margues i argiles intercalats entre els paquets de conglomerat mes carstificables han actuat com a nivells de base locals, formant les galerietes que uneixen els diferents pous i alguns dels replans que interrompen les seves verticalitats.
Fins a la cota -143 les plantes de la cavitat segueixen una orientació est-oest. En arribar a aquesta fondària es produeix un canvi de morfologia i un parell de diàclasis NW-SE determinen el traçat d'aquesta última part de l'avenc.
Posteriorment a l'excavació dels pous seguirien fases alternades de descalcificació i litogènesi, amb formació de gours, colades i nius de pisòlits, especialment al sector central, mentre que la part final està mancada de formacions.
Tant Oleguer Escolà, primer que va tractar sumàriament el tema de l'espeleogènesi de l'avenc, com Ferran Cardona, comenten la destacable morfologia fusiforme d'alguns dels pous, malgrat el predomini de les diàclasis en la seva estructuració que normalment determinaria formes més allargades en el sentit dels esquerdaments.

## Les perles de l'avenc
Segons l'espeleòleg especialitzat en la matèria, Lluís Auroux, reben el nom de "Perles de caverna" una mena de concrecions lliures i sense lligam amb el seu entorn, només recolzades sobre el terra que l'utilitzen com a suport, gràcies a la dinàmica que els permet anar rotant i augmentant el seu volum sense quedar cimentades. Es formen per un mecanisme semblant al de les perles normals, pel recobriment de carbonat al voltant d'un nucli inicial que pot ser qualsevol objecte amb qualsevol tipus de forma, mida, origen i composició.
S'acostuma a subdividir-les en "oòlits" quan la mida és inferior a 2 mm de diàmetre, i "pisòlits" quan és superior. Es poden trobar tant a cavitats artificials com naturals i àdhuc a l'exterior, sempre que hi hagi presència d'aigua, encara que sigui només temporal. Qualsevol tros de material pot servir de nucli per iniciar el creixement al seu voltant en forma de capes concèntriques, fins i tot ossos d'animals, restes de fulles, tronquets, etc. Se solen presentar en agrupacions o "nius" de gran bellesa.
Entre els atractius de l'avenc Montserrat Ubach que expliquen la seva rellevància científica, esportiva i turística, tant en l'àmbit comarcal com nacional i àdhuc internacional, cal destacar la presència de múltiples d'aquests nius amb centenars d'exemplars, molts dels quals han estat recollits per institucions i experts en la matèria per tal de protegir-los i fer el seu estudi i anàlisi estadística. Sobresurt especialment una peça excepcional, de forma entre ovoide i esfèrica, considerada la segona més gran d'Europa, amb un pes insòlit de 731 grams i unes mides de 91,95 x 80,00 x80,10 mil·límetres. Moltes d'altres directament han estat espoliades i són en domicilis particulars

## Topografies
- Croquis esquemàtic que donava 218 metres (altres fonts parlen a vegades de 217) publicat a la premsa al cap de pocs dies de la primera exploració (revista Destino entre d'altres). Autors: Josep Subils Valls, Oleguer Escolà Boada i Joan Senent Josa.
- "Esquema sintètic " dibuixat per Oleguer Escolà Boada a l'octubre del 1965 i publicat a Espeleòleg núm. 6 en 1968. És l'únic plànol que conté una insinuació del pou de 70 metres de la via Josep Subils.
- Primera topografia: Josep Subils Valls, Ferran Godoy Ramallal, Oleguer Escolà Boada i Joan Senent Josa el 1964, amb la resta d'espeleòlegs en els equips de punta i recolzament. Va ser publicada a les revistes Cavernas núm. 5-1965, Senderos núms. 56 i 90, al “Catálogo 81 de Grandes Cavidades de España” entre altres publicacions més posteriors. També apareixia a successives edicions de la Guia Excursionista que acompanyava el Mapa a 1:25.000 d'Editorial Alpina "Port del Comte".
- Croquis sense valor topogràfic fet pels membres de la Secció d'Espeleologia del Centre Excursionista Puig Castellar de Santa Coloma de Gramenet i publicat per M. Llach al número 2 del seu butlletí el mateix 1965.
- Croquis publicat el 1980 al Volum 5è del Catàleg Espeleològic de Catalunya amb la fondària corregida a 202 metres per Jordi Lloret Prieto, amb Toni Asensio Vela i Josep Rio Cea.
- Topografia actual de l'Espeleo Club de Gràcia (autors: Jordi Renom, Jordi de Valles Tena, Llorenç Calvet i Llorenç Canet Valls). Publicada a Exploracions núm. 6 al 1982, donava definitivament 202 metres (-198,5 + 3,5). Posteriorment complementada a Exploracions núm. 9 (1985) amb la Via lateral ("via ECG") descoberta pel mateix club i topografiada per Maria del Carme Merino, Jaume Ferreres Gabarda, Jordi de Valles Tena i Llorenç Canet Valls, amb la participació en les exploracions de Rafael Muñoz i Maria Jesusa González.

L'única topografia sencera d'ambdues vies (ometin-ne el pou de 70) és la que surt el 1989 al llibre sobre Grans Cavitats de Catalunya del geòleg i espeleòleg Ferran Cardona, del mateix espeleoclub, suma de les publicades a Exploracions núm. 6 i 9.

## Bioespeleologia
Un dels primers resultats faunístics de l'operació Solsonès va ser la troballa per Josep Subils d'una nova espècie de coleòpter Trechidae en un avenc a Llinars, un altre dels pobles, com Canalda, integrants del terme municipal d'Odèn. Dedicat a Montserrat Ubach amb el nom de Geotrechus ubachi Español 1965. Primera cita del gènere Geotrechus al vessant sud dels Pirineus. També a Llinars i Cambrils, el mateix Subils capturà diversos exemplars del que tanmateix va resultar ser un nou representant de la subfamília Bathysciinae (Catopidae), la més rica en coleòpters troglobis de Catalunya. Dedicat al seu descobridor i batejat com Troglocharinus subilsi Español 1966 (descrit inicialment com a Speophilus fins a la gran reestructuració feta en els coleòpters cavernícoles del país).
Algunes espècies trobades a l'avenc Montserrat Ubach: Coleòpters. Bathysciinae: Speonomus mengeli. Mol·luscs. Chondrinidae: Abida braunii. Tricòpters. Limnofilids: Stenopylax mucronatus. Araneids. Erigònids: Porrhomma pygmaeum. Araneids. Nestícids: Nesticus cellullanus.

## Projecte Francesc Español. Recerca bioespeleològica a l'Alt Solsonès
L'estudi de la fauna cavernícola a Catalunya s'ha fonamentat en les aportacions d'un nombre important d'espeleòlegs no professionals de la biologia -bioespeleòlegs diletants- que durant dècades han col·laborat molt estretament amb els científics - entomòlegs cercant i capturant espècimens en les cavitats subterrànies del país. Aquestes aportacions han estat decisives en l'estudi i coneixement de la biodiversitat del món subterrani. Per això no és gens estrany que moltes noves espècies, i fins i tot alguns gèneres, portin el cognom d'exploradors catalans que, fruit de la seva tasca entusiasta, els han descobert.
Aquesta perfecta simbiosi entre científics i espeleòlegs, característica personal de la història de la ciència a Catalunya durant la segona meitat del segle xx, és el resultat i l'herència de l'activitat divulgadora del professor Dr. Francesc Español Coll (1907-1999), antic director del Museu de Zoologia de Barcelona, entomòleg prestigiós especialitzat en taxonomia i biogeografia dels coleòpters.
Molts biòlegs van ser deixebles seus i molts espeleòlegs catalans van rebre d'aquest insigne mestre les pautes, les nocions i els coneixements necessaris per a convertir-se en col·laboradors entusiastes del Museu i contribuir de manera molt important, amb les seves recerques i captures, a l'enriquiment de la fauna subterrània del nostre país.
El Dr. Francesc Español també va participar en l'Operació Solsonès i va visitar algunes de les cavitats recent descobertes per aquells primers exploradors. És en la seva memòria i a tall d'homenatge que aquest projecte rep el seu nom.
El projecte l'organitza la Comissió per a la Protecció de l'avenc Montserrat Ubach i l'entorn conjuntament amb l'Associació Catalana de Bioespeleologia. Hi participen investigadors i científics de diverses institucions, com ara el Museu de Ciències Naturals de Barcelona i compta amb l'autorització especial de la Generalitat de Catalunya.

## Rècords de fondària de Catalunya
Als primers anys, des de la data de naixement oficial de l'espeleologia a Catalunya a finals del segle xix, es van produir un seguit de successius rècords de profunditat, tots ells en el massís del Garraf gràcies a la seva proximitat a la ciutat de Barcelona: -75 m en un únic pou a l'avenc de Can Sadurní (1897) i -118 m a l'avenc del Bruc, el primer "menys cent de Catalunya" (24.07.1898) a càrrec del pioner de l'espeleologia catalana Norbert Font i Sagué. El 12 d'octubre de 1924 Rafael Amat i Carreras assolí el fons de La Ferla (-175 metres), si bé estimant una cota molt exagerada de 240 metres que es va mantenir fins a principis de la dècada de 1950 i que, per tant, durant aquest període, era considerada també la cavitat més fonda d'Espanya.
Finalment, entre 1952 i 1956, els membres del primer club d'espeleologia de l'estat espanyol, el barceloní GES del Club Muntanyenc Barcelonès, exploren intensament totes les vies de l'avenc de l'Esquerrà, fins a arribar, el maig del 1955, al seu fons a -205 metres, que haurà de ser durant vuit anys el rècord del país. Aquesta supremacia es mantindria fins a veure's superada, el 30 de juny de 1963, pel Montserrat Ubach.
El 1978, espeleòlegs francesos exploren la Cigalera de l'Obaga de Baleran, un avenc d'alta muntanya al Pirineu amb 120 metres inicials semiocupats per taps de glaç permanents. El seu fons a -320 metres és el primer 300 català i supera al Montserrat Ubach. Un interclub format per membres de diferents grups catalans completen l'exploració i la SIS del Centre Excursionista de Terrassa enllesteix, el 1987, una completa topografia d'aquesta cavitat.
En els conglomerats de la Serra de Lleràs, al Pallars Jussà i no gaire lluny de la Pobla de Segur, en el poblet de Serradell, els espeleòlegs del GE de Badalona havien explorat des de 1961 a 1965 una cova batejada amb el nom del seu descobridor, Cuberes. A mitjans dels 70 la SIE del Centre Excursionista Àliga feia un seguit d'exploracions per aquestes serres i com a lògica extensió prosseguiren l'exploració de la Cova Cuberes, convertint-la en la cavitat més llarga de Catalunya (actualment: 13.513 metres). El 1982, mitjançant l'escalada d'un rosari de pous ascendents batejats com "l'Ascensor, assoliren els 327 m (-12 + 315). Nou rècord català de profunditat i, en tractar-se d'una xarxa tridimensional excavada en conglomerats, es convertia també, durant uns quants anys, en el desnivell més gran del món en aquesta mena de terreny, relegant aleshores al segon lloc al Montserrat Ubach.
Els anys següents i la tenacitat dels espeleòlegs catalans permeteren encara nous descobriments importants:
El 1985 espeleòlegs del GIEG (Granollers) amb posterior ajut de l'ERE del Centre Excursionista de Catalunya aconsegueixen 215 metres (-175 +40) a la Cova del Serrat del Vent a Tavertet, Osona, que havien començat a explorar a mitjans del 1978 i on el 1981 ja s'havia fet la interessant travessa integral boca superior - boca inferior de 175 metres de desnivell. Curiosament, també es converteix eventualment en un altre rècord mundial, per ser la cavitat més fonda excavada en gresos.
Amb perseverança, els espeleòlegs tortosins descobreixen i exploren al llarg de 30 anys de treball nombroses noves cavitats al costat de casa seva, en el massís calcari dels Ports de Tortosa. Una d'elles, el CP-6, comença a ser explorada el 1987. I el 1990, després de múltiples desobstruccions i superació d'estretors severes, arriba a 283 metres.
En el clàssic Massís del Garraf l'avenc de l'Esquerrà, després de mantenir-se durant dècades amb els seus 205 metres (rectificats a 209 per una topografia moderna) va veure la profunditat de totes les seves vies ampliada pels desobstructors. Primer fins a -236 en 1994 (GER de Rubí) i després, com a resultat de l'Operació "Nivell Freàtic" del SES del GER (Sant Pere de Ribes) s'assoliren 305 metres en 2009 i uns magnífics -336 al gener del 2013.
Un cop enllestida l'exploració del Serrat del Vent, els espeleòlegs de Granollers inicien el 1981 les seves prospeccions a la Vall d'Aran. En el Sistema de la Bargadèra arriben el 1987 a 294 metres (-236 +58) i després de molts anys d'esforços i successives superacions dels rècords precedents, amb la col·laboració de l'EDES del Centre Excursionista Comarca de Bages (Manresa) assoleixen en 2007 els 571 metres de desnivell. Una profunditat realment important per Catalunya.
Llista actualitzada a juliol del 2014 de les grans profunditats de Catalunya que superen els 200 metres:
1. Sistema de la Bargadèra. Mijaran, Val d'Aran: -571 m.
2. Avenc de l'Esquerrà. Olesa de Bonesvalls, Alt Penedès (massís del Garraf): -336 m.
3. Cova Cuberes. Conca de Dalt, Pallars Jussà: 327 m (-12 + 315).
4. Cigalera de l'Obaga de Baleran. Alt Àneu, Pallars Sobirà: -320 m.
5. Avenc CP-6. Roquetes, Baix Ebre: -283 m.
6. Cova del Serrat del Vent. Tavertet, Osona: 215 m (-175 + 40).
7. Avenc Montserrat Ubach. Odèn, Solsonès. 202 m (-198,5 + 3,5).[cal citació]